# Carrà (cognome)
Carrà è un cognome di lingua italiana.

## Varianti
Il cognome non presenta varianti.

## Origine e diffusione
Il cognome è tipicamente toscano e ligure.
Potrebbe derivare dal greco káros, "cerro", e risultare quindi variante del cognome Cerri; alternativamente, potrebbe costituire una variante del cognome Carraro.

## Persone
- Anastasio Carrà (1964) – politico italiano
- Carlo Carrà (1881-1966) – pittore e docente italiano
- Giuseppe Carrà (1926-2012) – partigiano, sindacalista e politico italiano
- Gloria Carrá, nome d'arte di Gloria Andrea Carra (1971) – attrice argentina
- Raffaella Carrà, pseudonimo di Raffaella Maria Roberta Pelloni (1943-2021) – conduttrice televisiva, cantante, attrice e soubrette italiana
- Sergio Carrà (1929) – chimico, fisico e accademico italiano